# Yahya Berrabah
Pour les articles homonymes, voir Yahya.
Yahya Berrabah (né le 13 octobre 1981 à Oujda) est un athlète marocain, spécialiste du saut en longueur. Il mesure 1,86 m pour 75 kg.

## Carrière
Il remporte les Championnats d'Afrique 2008 d'Addis-Abeba avec un bond à 8,04 m. En 2009, Yahya Berrabah établit un nouveau record du Maroc du saut en longueur en réalisant 8,38 m (+0,6 m/s) lors du Meeting international Mohammed-VI d'athlétisme de Rabat, améliorant de quatre centimètre l'ancienne meilleure marque nationale détenue depuis la saison 2000 par son compatriote Younés Moudrik. 
Médaillé d'argent aux Jeux méditerranéens de 2009 derrière le Français Salim Sdiri, il est éliminé dès les qualifications lors des Championnats du monde de Berlin (7,83 m). Il se distingue en fin de saison 2009 lors des Jeux de la Francophonie en s'adjugeant la médaille d'or et en améliorant de deux centimètres le record du Maroc (8,40 m, +1,0 m/s).
Il réalise un saut à 8,37 m en juillet 2011 à Barcelone.
Fin 2011, il est contrôlé à l'EPO et est suspendu pour une durée de 2 ans, avant que celle-ci ne soit prolongée jusqu'en janvier 2016. Il fait son retour lors de la saison 2017, avec une meilleure performance de la saison à 8,16 m. Il ne passe pas le stade des qualifications des championnats du monde de Londres (7,45 m).
Le 30 juin 2018, à Tarragone, Yahya Berrabah remporte la médaille d'or des Jeux méditerranéens avec 8,02 m, devançant d'un centimètre l'Algérien Yasser Triki.

## Palmarès
| Date | Compétition                     | Lieu        | Résultat | Epreuve     | Marque  |
| ---- | ------------------------------- | ----------- | -------- | ----------- | ------- |
| 2002 | Championnats d'Afrique          | Radès       | 7e       | Longueur    | 7,85 m  |
| 2005 | Jeux de la Francophonie         | Niamey      | 2e       | Triple saut | 16,44 m |
| 2006 | Championnats d'Afrique          | Bambous     | 8e       | Longueur    | 7,64 m  |
| 2006 | Championnats d'Afrique          | Bambous     | 7e       | Triple saut | 15,85 m |
| 2008 | Championnats d'Afrique          | Addis-Abeba | 1er      | Longueur    | 8,04 m  |
| 2009 | Championnats du monde           | Berlin      | 10e      | Longueur    | 7,83 m  |
| 2009 | Championnats panarabes          | Damas       | 2e       | Longueur    | 8,09 m  |
| 2009 | Jeux méditerranéens             | Pescara     | 2e       | Longueur    | 8,23 m  |
| 2009 | Jeux de la Francophonie         | Beyrouth    | 1er      | Longueur    | 8,40 m  |
| 2011 | Championnats du monde           | Daegu       | 4e       | Longueur    | 8,23 m  |
| 2011 | Championnats panarabes          | Al-Aïn      | 1er      | Longueur    | 7,85 m  |
| 2017 | Jeux de la solidarité islamique | Bakou       | 1er      | Longueur    | 8,07 m  |
| 2018 | Jeux méditerranéens             | Tarragone   | 1er      | Longueur    | 8,02 m  |
| 2018 | Championnats d'Afrique          | Asaba       | 3e       | Longueur    | 8,14 m  |
| 2018 | Coupe continentale              | Ostrava     | 8e       | Longueur    | 7,63 m  |
| 2019 | Championnats panarabes          | Le Caire    | 1er      | Longueur    | 8,03 m  |

## Records
| Épreuve          | Épreuve   | Marque            | Lieu     | Date            |
| ---------------- | --------- | ----------------- | -------- | --------------- |
| Saut en longueur | Plein air | 8,40 m (+1,0 m/s) | Beyrouth | 2 octobre 2009  |
| Saut en longueur | En salle  | 8,02 m            | Valence  | 13 février 2010 |